# Pianiga
Pianiga település Olaszországban, Veneto régióban, Velence megyében. Lakosainak száma 12 177 fő (2023. január 1.). Pianiga Dolo, Fiesso d'Artico, Mira, Mirano, Vigonza, Santa Maria di Sala és Villanova di Camposampiero községekkel határos.

## Népesség
A település népességének változása:
| Lakosok száma | 12 335 | 12 363 | 12 177 |
|               | 2017   | 2018   | 2023   |